# Вазописец Антифона

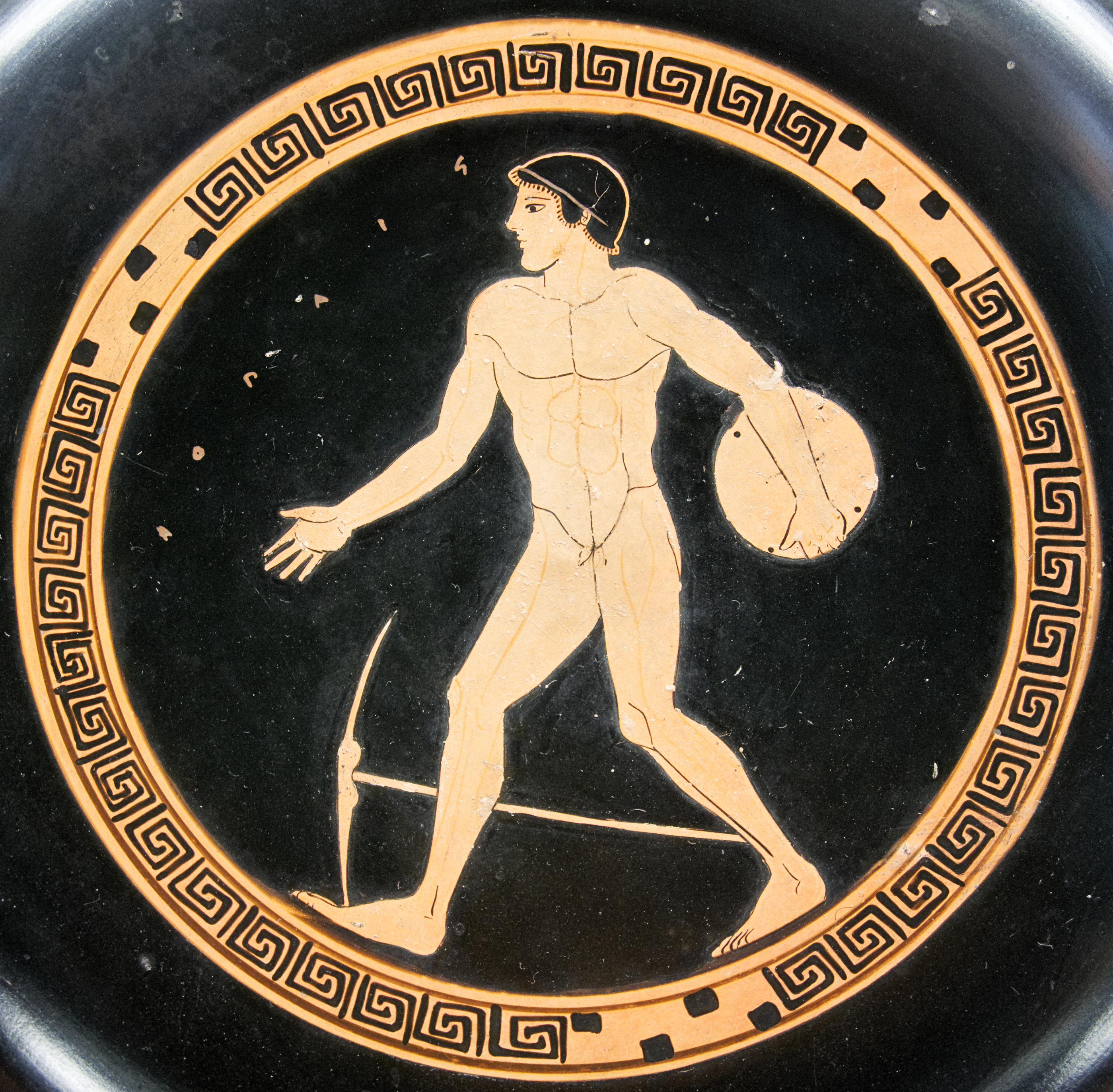
Тондо киликса с изображением дискобола, вазописец Антифона, Лувр

Вазописец Антифона — анонимный греческий вазописец, работал в краснофигурной технике в начале V века до н. э., между 500 и 475 годами до н. э. Учился у Ефрония и Онесима, с которыми работал в одной мастерской, а также вместе с вазописцом Кальмарера.
Получил своё условное имя благодаря двойной надписи Калос, а именно Калос Антифон, на диносе, который ныне хранится в Берлинском античном собрании.
Авторству вазописца Антифона принадлежат около 100 ваз (в первую очередь киликов). Все они почти без исключения изображают жизнь аристократической молодежи Афин, в частности, спортсменов, симпосиатов, комастов (комаст — выпивший повеса), со своими лошадьми и оружием. Изображение мифологических тем и женщин встречается редко (среди последних преимущественно гетеры). Когда вазописец Антифон изображал мифологические сюжеты, они, как правило, показывали подвиги Геракла или Тесея. Одна из его чаш, возможно, отражает события Марафонской битвы (Орвьето, коллекция Фаина). Также вазописец Антифон был последним, кто создавал так называемые «глазные кубки», на которых изображался всевидящий волшебный глаз.